# Национальный круг книжных критиков
Национальный круг книжных критиков, по-русски иногда Национальное общество книжных критиков (англ. National Book Critics Circle) — общественная организация США, объединяющая книжных критиков и обозревателей. Основана в 1974 году и первоначально объединяла 140 членов. Основателями организации выступили заметные американские критики Джон Леонард, Нона Балакян и Айвен Сандроф.
К настоящему времени в организацию входит около 700 человек. Наиболее важной частью работы Национального круга книжных критиков является присуждение ежегодной премии Национального круга книжных критиков. Организация также проводит различные публичные мероприятия совместно с ведущими американскими университетами и библиотеками, поддерживает посвящённый книжным рецензиям блог «Critical Mass».